# Djedefre
Den egyptiske farao Djedefre (eller Radjedef) var efterfølgeren og søn af Khufu. Djedefres moder er endnu ukendt. Hans navn betyder "Udholden ligesom Re." Djedefre var den første farao til at benytte titlen Søn af Ra som en del af hans royale skytsånd, hvilket bliver set som en indikation af det voksende popularitet af solens gud Re. 
Han giftede sig med sin (halv-) søster Hetepheres II, hvilket måske har været nødvendigt for at legalisere hans krav på tronen hvis hans moder var en af Khufus mindre betydelige koner. Han havde også en anden kone, Khentetka med hvem han havde (mindst) tre sønner, Setka, Baka og Hernet, og en datter, Neferhetepes. Disse børns identitet er fundet på fragmenter fra statuer, fundet i forberedelses templet nær Djedefres pyramide. Utallige fragmenter af Khentetka var fundet i templet i Abu Rawash. Udgravninger af et fransk hold ledt af Michel Valloggia har tilføjet en anden datter, Hetepheres, og endnu en søn, Nikaudjedefre, til listen.